# پایگاه آب‌نشین فیش ریور
پایگاه آب‌نشین فیش ریور (به انگلیسی: Fish River Seaplane Base) یک فرودگاه همگانی است که یک باند فرود آب دارد و طول باند آن ۱۳۴۰ متر است. این فرودگاه در کشور ایالات متحده آمریکا قرار دارد و در ارتفاع ۱ متری از سطح دریا واقع شده‌است.